# ANC-Halfords
L'equip ANC-Halfords va ser un equip ciclista britànic que va competir professionalment de 1984 a 1987.

## Principals victòries

### Clàssiques
- Milk Race: Joey McLoughlin (1986), Malcolm Elliott (1987)
- Kellogg's Tour: Joey McLoughlin (1987)

### Grans Voltes
- Tour de França
  - 1 participacions (1987)
  - 0 victòries d'etapa
  - 0 victòries finals
  - 0 classificacions secundàries

- Giro d'Itàlia
  - 0 participacions

- Volta a Espanya
  - 0 participacions